# Новогафарово
Новогафа́рово (рос. Новогафарово) — село у складі Сарактаського району Оренбурзької області, Росія.

## Населення
Населення — 253 особи (2010; 268 у 2002).
Національний склад (станом на 2002 рік):
- татари — 87 %